# RbAM Trindade (R-26)

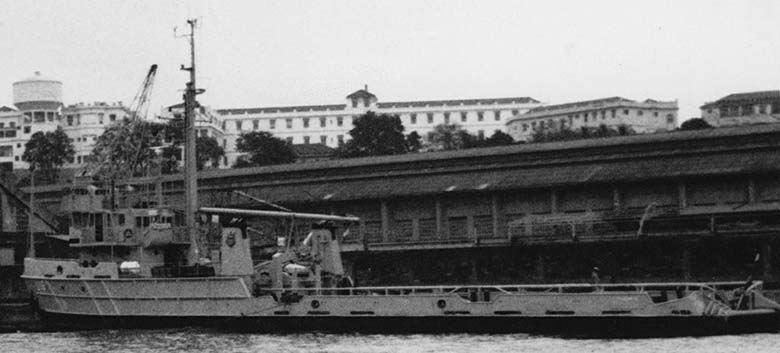
RbAM Trindade (R-26), atracado no Arsenal de Marinha do Rio de Janeiro.

O RbAM Trindade (R-26) foi um rebocador de alto mar (RbAM) da Marinha do Brasil.
Foi construido como navio rebocador de alto mar em 1954 pelo estaleiro J. G. Hitzler GmbH & Co.KG, de Lauemburg (Río Elba), na Alemanhal,com o nome de Nobistor.Pegou fogo em 1958 e foi recuperado em 1960.
A embarcação foi apreendida pela Marinha do Brasil em 14 de março de 1986 no litoral do Rio de Janeiro, transportando mercenários e um contrabando de seis toneladas de armas para uma invasão a Gana.
Foi incorporado à Armada em 31 de janeiro de 1990 como navio auxiliar NAux Trindade (U-16), e reclassificado posteriormente como rebocador de alto mar, recebendo a atual designação. Foi o único navio de sua classe na Marinha do Brasil.
Deixou o serviço ativo em 24 de Agosto de 2007 após 17 anos de serviço, 801 dias de mar e 91.808 milhas navegadas.

## Características
- Deslocamento (ton): 900-padrão / 1.308-plena carga
- Dimensões (metros): 53,7 x 6,1 x 2,1
- Tripulação: 22 homens , 20 praças e 2 dois oficiais
- Velocidade (nós): 9,5
- Raio de Ação (mn): 8.700 à 12.5 nós
- Autonomia (dias): 37
- Armamento: desarmado (durante o servico na MB, foram adaptadas duas metrslhadoras .50)
- Construtor: J. G. Hitzler GmbH & Co. kg, Alemanha